# Chulalongkorn
Phra Bat Somdet Phra Chula Chom Klao Chao Yu Hua (thajsky: พระบาทสมเด็จพระจุลจอมเกล้าเจ้าอยู่หัว), také Phra Bat Somdet Phra Boramin Thara Maha Chulalongkorn Phra Chula Chom Klao Chao Yoo Hua (thajsky: พระบาทสมเด็จพระปรมินทรมหาจุฬาลงกรณ พระจุลจอมเกล้าเจ้าอยู่หัว) či Ráma V. (20. září 1853 – 23. října 1910) byl šestý král Siamu z dynastie Chakri. Vládl od roku 1868 až do své smrti.  Během své vlády v Siamu zrušil otroctví, reformoval soudní systém a rozvijel vztahy s mnoha dalšími civilizovanými zeměmi. Zemřel 23. října 1910.